# Cot Leupee
Cot Leupee is een bestuurslaag in het regentschap Aceh Utara van de provincie Atjeh, Indonesië. Cot Leupee telt 333 inwoners (volkstelling 2010).